# Tubarão-tigre
O tubarão-tigre (Galeocerdo cuvier) é um tubarão da família dos Carcharhinidae de águas tropicais e subtropicais, encontrado em diferentes ambientes e comum no Nordeste do Brasil. Também é conhecido pelos nomes de cação-jaguara, cação-tintureiro, jaguara, tubarão-jaguara ou tubarão-tintureira.
Seu nome provém das riscas pretas que apresenta ao longo das costas, que vão desaparecendo à medida que o tubarão envelhece.

## Características
Possui um tamanho médio de 4 a 5 metros de comprimento, com dimorfismo sexual aparente na diferença de tamanho, com as fêmeas sendo maiores que os machos. Há registro de um indivíduo excepcional de 7,4 metros e 3.110 kg, mas como é muito maior do que é observado cientificamente, ainda é necessária a verificação de tal registro.

Comparação de tamanho entre um tubarão-tigre e um humano (aproximação)

Apresentam corpo robusto, cabeça larga e achatada, focinho curto e arredondado, nadadeira caudal pontuda, dorso variando de cinza-escuro a cinza-amarronzado com manchas escuras verticais.

### Dentes

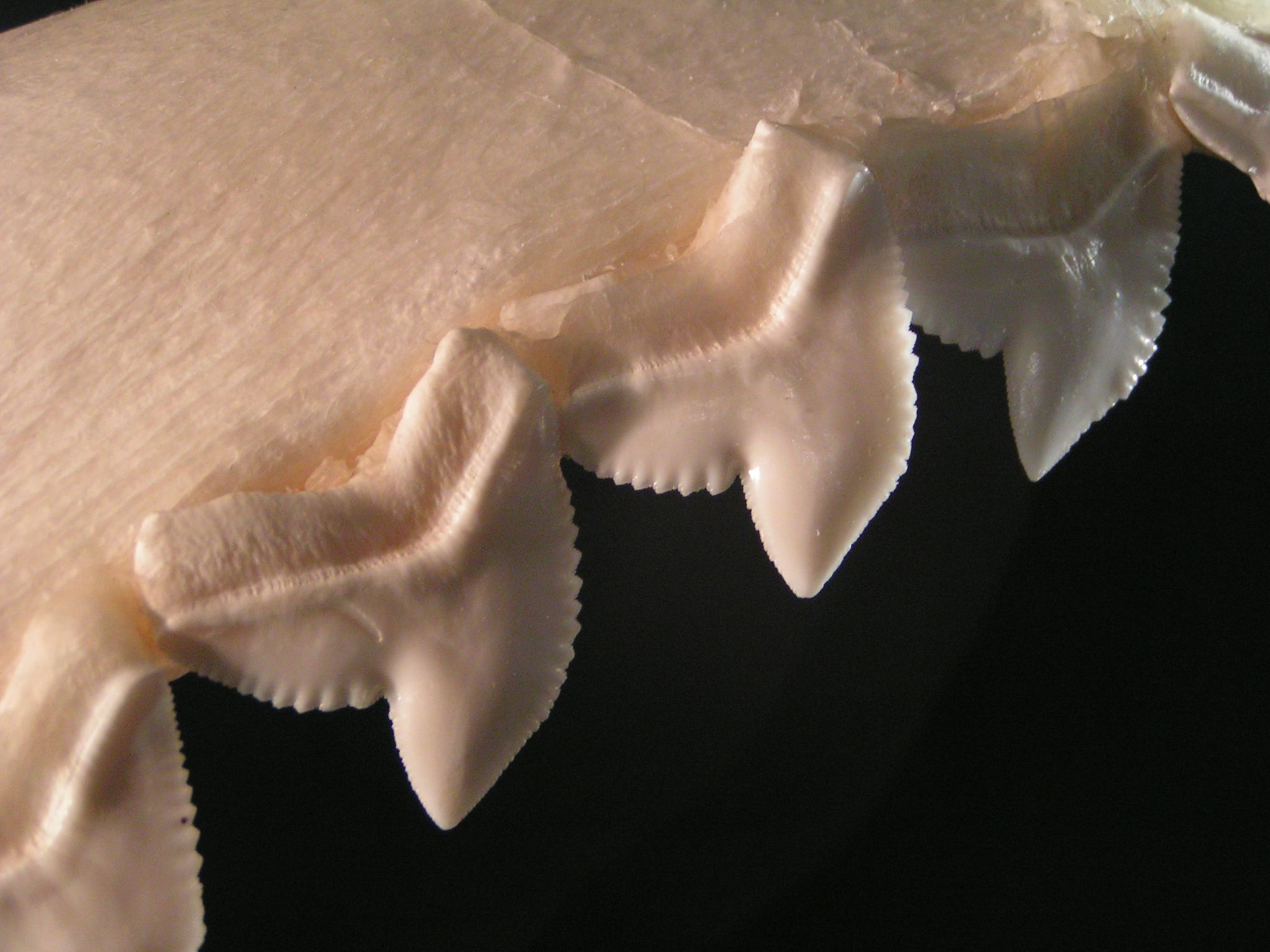
Dentição do tubarão-tigre

Seus dentes possuem a forma triangular de um abridor de latas, o que o permite cortar ossos, carne e até cascos de tartaruga com maior facilidade.

### Visão
Os tubarões não têm pálpebras móveis, mas o tubarão-tigre, entre outros tubarões, possui uma membrana nictitante, uma pálpebra transparente que pode cobrir o olho.

### Reprodução
É a única espécie de sua família que é ovovivípara, ou seja, se reproduz por seus ovos, que eclodem internamente e os filhotes nascem vivos quando totalmente desenvolvidos. Além disso, empregam a embritrofia para nutrir seus filhotes dentro do útero, que usa sacos cheios fluido que nutre os jovens em gestação; isto permite que os jovens aumentem dramaticamente de tamanho, mesmo que não tenham ligação placentária com a mãe.

## Distribuição
O tubarão-tigre é frequentemente encontrado perto da costa, principalmente em águas tropicais e subtropicais em todo o mundo. Tolera muitos tipos diferentes de habitats marinhos, mas geralmente prefere águas turvas em áreas costeiras. É frequentemente visto na superfície, mas já foi relatado em profundidades de 350 m.

## Alimentação

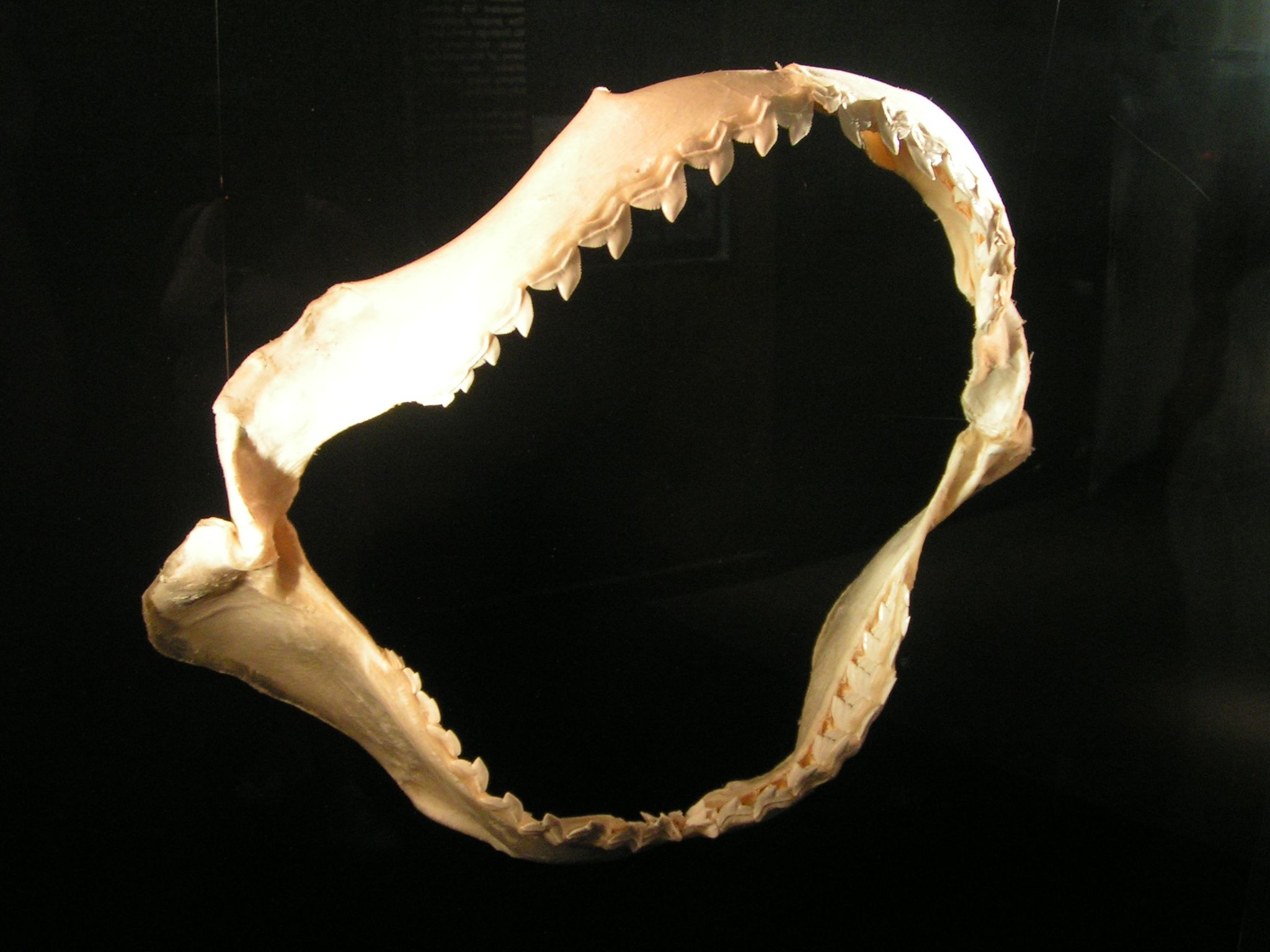
Dentes de um Tubarão-tigre.

O tubarão-tigre é um predador conhecido por se alimentar de um repertório notável de animais, além de engolir objetos humanos com frequência. A sua dieta inclui normalmente peixe, focas, tubarões menores, lulas e até tartarugas. Já foram encontradas botas, latas de conserva e pedaços de pneus no seu trato digestivo. Um estudo revelou que os bebês de tubarões-tigre se alimentam regularmente de aves sazonais, comendo pássaros que caem na água mortos ou vivos.

## Relação com humanos
É considerado agressivo, porém é um tubarão que possui uma grande curiosidade com mergulhadores, quase nunca os atacando. Sua pesca comercial é realizada com espinhel e rede pesada.
O tubarão-tigre encontra-se em terceiro lugar, ultrapassado pelo tubarão-branco (segundo) e pelo cabeça chata (primeiro), no que toca ao número de fatalidades humanas. Estas três espécies são, junto com o tubarão-galha-branca-oceânico consideradas as que mais oferecem risco de ataque não provocado a humanos, com um número de fatalidades muito maior do que as causadas por outras espécies.

### Mitologia
Os tubarões-tigre são considerados 'aumākua sagrados (espíritos ancestrais) por alguns havaianos nativos. No sistema de crenças havaiano, os 'aumakua assumem várias formas, sejam animais ou objetos, representando conexões ancestrais e manifestações de familiares falecidos.

## Nicho ecológico
Os tubarões-tigre são animais encontrados em uma grande variedade de ecossistemas costeiros em todo o mundo. São uma espécie com comportamento migratório, sendo conhecidos por viajar centenas ou até milhares de quilômetros. Também apresentam comportamento de realizar excursões à zona pelágica, onde alguns indivíduos foram registrados em profundidades de mais de 1000 metros. Tubarões jovens costumam ficar restritos a profundidades de até 5 metros, gradualmente expandindo sua zona de alimentação para locais mais profundos à medida que crescem. 

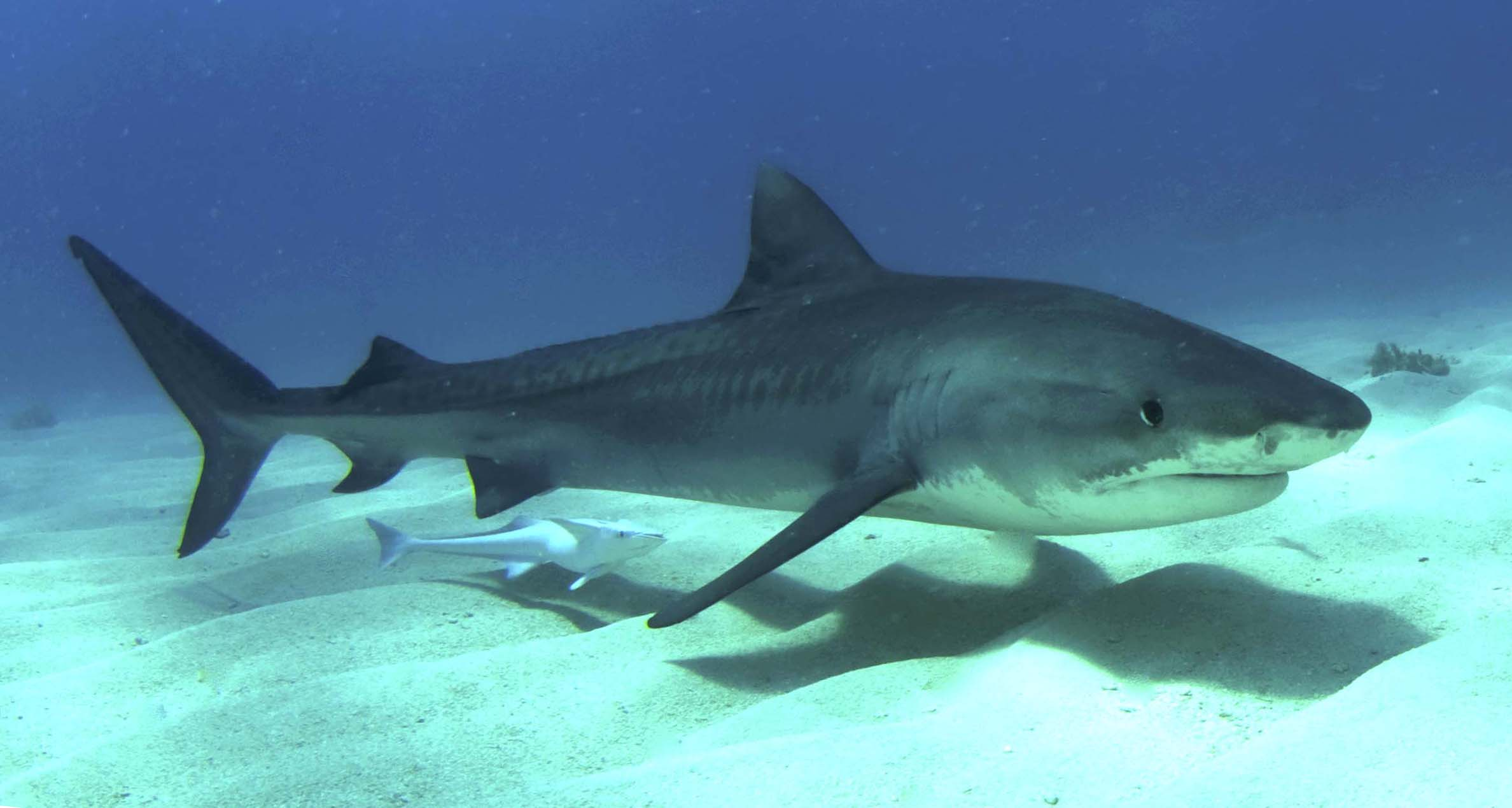
Tubarão-tigre juvenil em águas rasas nas Bahamas

Essa plasticidade e falta de especialização fazem com que o nicho ecológico do tubarão tigre sobreponha inúmeros outros nichos, impactando direta ou indiretamente diversas espécies em regiões e profundidades distintas. Mesmo espécies maiores, como o golfinhos, evitam áreas onde há ocorrência de tubarões-tigre, por risco de predação.

### Distribuição
Tubarões-tigre são animais de grande porte e predadores de topo de cadeia. A presença de uma enorme variedade de animais marinhos na dieta desses tubarões (como tartarugas-marinhas, dugongos, pássaros, tubarões e vários outros) indica que eles sejam predadores fundamentais nestes ecossistemas, ou seja, eles desempenham um papel crítico na manutenção da estrutura da comunidade ecológica a qual pertencem, atuando como espécie-chave e controlando o número de indivíduos de suas presas.
O tubarão-tigre é frequentemente encontrado perto da costa, principalmente em águas tropicais e subtropicais. Seu comportamento é principalmente nômade, mas ele é guiado pelas correntes mais quentes e permanece próximo do equador durante os meses mais frios do ano. É uma espécie com hábitos de alimentação generalista e hábitos migratórios, viajando e residindo em zonas pelágicas, ilhas e regiões costeiras. 
As definições de berçários primários e secundários são difíceis de serem aplicadas para a espécie devido ao seu comportamento de migrar por todo o mundo. Porém, a maioria das fêmeas escolhe manguezais, recifes e estuários como áreas para parir, já que os filhotes precisam de regiões rasas, protegidas e com uma grande oferta de alimentos para conseguirem sobreviver. Por ser um animal de grande porte, atingindo tipicamente 5,5 metros, mas havendo registro de indivíduos de até 7 metros, eles não são predados por outras espécies de tubarões. Apenas os filhotes estão expostos a esse risco.
O tubarão-tigre tem uma tolerância notável para muitos tipos diferentes de habitats marinhos, mas geralmente prefere águas turvas em áreas costeiras. É comumente encontrado em estuários de rios, portos e outras enseadas onde o escoamento da terra fornece um habitat adequado para uma variedade de animais que podem servir como suas presas. Os tubarões-tigre também ocorrem em áreas rasas ao redor de grandes cadeias de ilhas, incluindo lagoas e atois de corais encontrados nas costas de ilhas oceânicas. É frequentemente visto na superfície, mas já foi relatado a sua presença em profundidades de 350 m, e em até mesmo águas mais profundas.
Tubarões-tigre passam por migrações sazonais. Eles migram dos trópicos para águas temperadas nos meses mais quentes e retornam aos trópicos durante o inverno. Eles também fazem longas migrações oceânicas entre ilhas e são capazes de viajar longas distâncias em um curto espaço de tempo.

### Alimentação
- Tubarão jovem

Os tubarões-tigre jovens se alimentam principalmente de peixes pequenos, bem como de várias águas-vivas, moluscos e cobras marinhas. Aproximadamente no momento em que atingem 2,3 m, ou perto de sua maturidade sexual, sua seleção de presas se expande consideravelmente, e animais muito maiores se tornam alimento frequente.
- Tubarão adulto

O tubarão-tigre é um predador de topo de cadeia e tem a reputação de comer praticamente tudo. 
Ao nascerem, os tubarões-tigre apresentam uma alimentação restrita, mas, à medida que crescem, eles diversificam a sua dieta, incluindo presas cada vez maiores. Eles são capazes de consumir presas de grande porte e apresentam uma das alimentações mais diversas entre todos os tubarões, que inclui peixes ósseos, tubarões e raias, aves, lulas, cobras marinhas, tartarugas, mamíferos marinhos (golfinhos, focas, dugongos), crustáceos, moluscos, carniça e até mesmo objetos de origem humana.
As presas preferidas variam dependendo da região geográfica em que o tubarão se encontra. Por exemplo, as aves marinhas são a presa mais comum para tubarões-tigre nas ilhas do noroeste do Havaí, enquanto que as cobras marinhas são uma das presas mais importantes desses tubarões em Queensland, Austrália e Nova Caledônia.
Devido ao seu hábito de comer essencialmente qualquer coisa em consequência do seu estilo alimentar agressivo e indiscriminado, o tubarão-tigre é frequentemente chamado de "lata-de-lixo do mar". Essa espécie frequentemente ingere objetos não comestíveis como placas de carro, latas de óleo, pneus e bolas de beisebol. Não é incomum encontrar objetos de origem humana no estômago deste animal. Pesquisadores frequentemente encontram latas vazias e garrafas de plástico no conteúdo estomacal de espécimes capturados. 

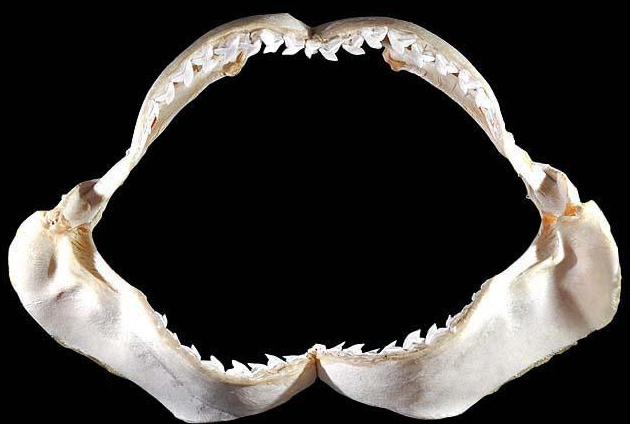
Visão geral da mandíbula e dos dentes de um tubarão tigre. A mandíbula grande permite que o tubarão cace presas de tamanhos variados

Lixo é frequentemente recuperado do estômago de tubarões capturados em portos e enseadas de rios, onde é comum o despejo de entulho na água.
- Adaptações à caça

As mandíbulas largas fortemente calcificadas e a boca quase terminal, combinadas com dentes robustos, serrilhados dispostos em fileiras com 24 dentes idênticos nas mandíbulas superior e inferior, os quais possuem uma região de corte e serra, permitem que o tubarão-tigre ataque presas grandes e diversas. Além disso, a excelente visão e o olfato apurado permitem que ele sinta leves vestígios de sangue e os siga até a sua origem. 
O tubarão-tigre também apresenta grande porte, o que é uma vantagem quando se é um predador não especializado, pois vários animais podem servir como alimento. No entanto, o grande tamanho pode representar uma desvantagem em situações onde haja baixa disponibilidade de presas, visto que seu tamanho também exige uma grande quantidade de energia para se sustentar.
- Hábitos

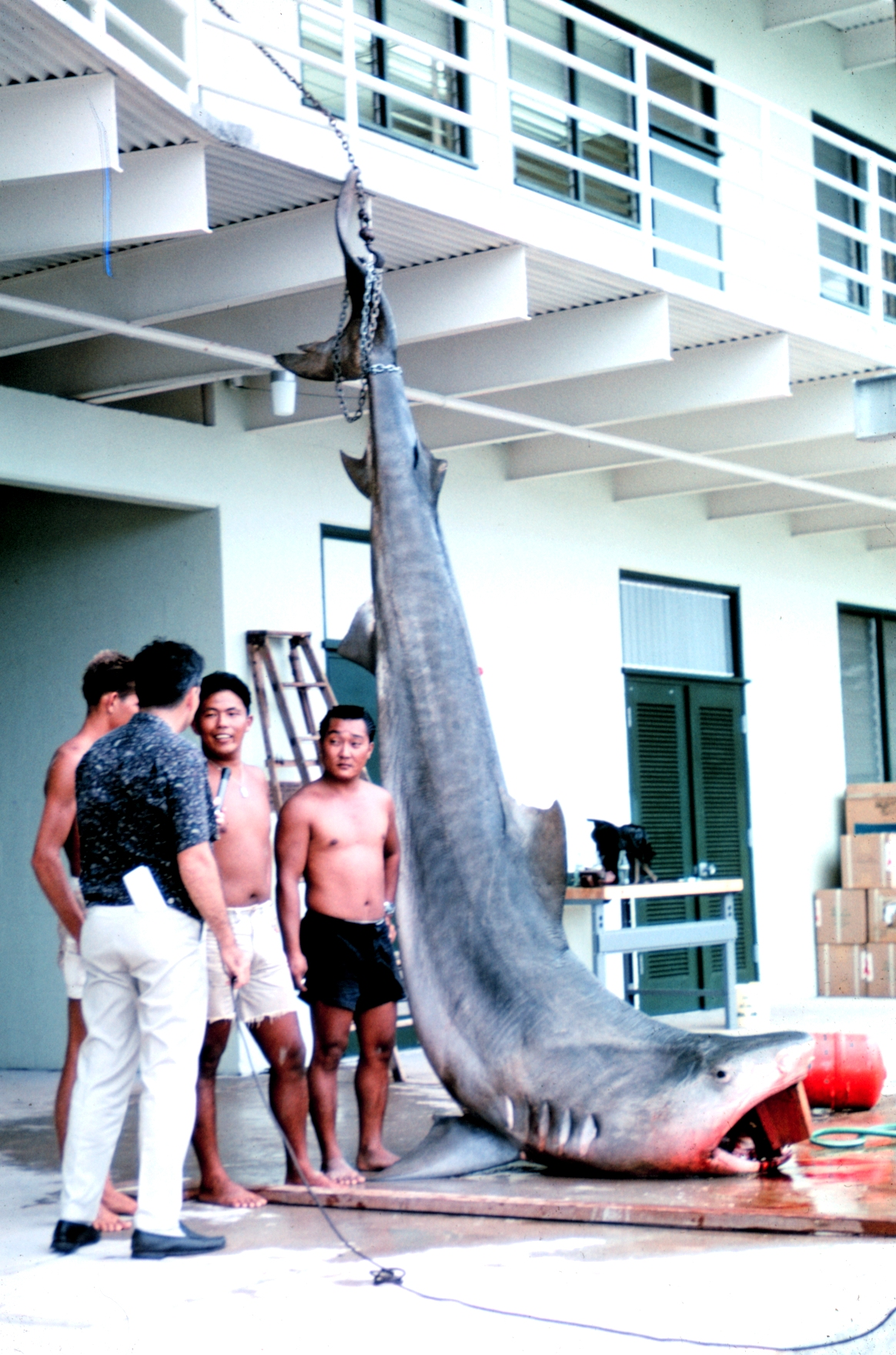
O animal foi pescado e media cerca de 4m (14 foot)

Esses animais são caçadores solitários que se alimentam principalmente à noite, Nesse período do dia, o tubarão se move em direção à costa e para mais perto da superfície. Às vezes, eles são vistos em grupos, mas não está provado se esse comportamento tem relação com a disponibilidade de alimentos ou com comportamento social. 
O tubarão-tigre se alimenta de uma vasta gama de presas em vez de ser especializado em presas específicas. Por ser uma espécie de tubarão que cresce até 5 metros de comprimento, sua alimentação diversificada pode representar uma vantagem seletiva, pois tubarões desse tamanho precisam de muita energia, e qualquer diminuição no número de um tipo de presa pode representar uma ameaça a formas de vida especializadas.

### Reprodução
Tubarões-tigre são uma espécie ovovivípara, em contraste com a viviparidade presente nos demais carcarrinídeos, sendo a única espécie a apresentar tal comportamento no grupo. Sua reprodução é lenta, com ciclos reprodutivos que duram 2 ou 3 anos no qual cada fêmea engravida uma única vez.A fecundação é interna, os machos utilizam órgãos sexuais chamados clásper para penetrar a cloaca da fêmea e depositar seu esperma. As fêmeas frequentemente apresentam cicatrizes de mordida no corpo ou nas nadadeiras durante o período reprodutivo.
O tamanho com o qual os indivíduos atingem a maturidade sexual parece variar em diferentes regiões, com fêmeas sendo geralmente maiores do que os machos. No Havaí, machos alcançam a maturidade sexual com cerca de 292 cm; já as fêmeas alcançam a maturidade entre 330 a 345 cm. Em Fernando de Noronha, fêmeas maduras mediam entre 267 e 372 cm. 
Acredita-se que a espécie não apresenta locais de nascimento dos filhotes ou berçários bem definidos, porém, estudos indicam que ilhas oceânicas desempenham um papel essencial no processo reprodutivo desses animais. Algumas ilhas e arquipélagos conhecidos como locais de reprodução de tubarões tigre são as ilhas do Havaí, as Bahamas, a Ilha da Reunião, o arquipélago de Galápagos, a Ilha Cocos e o arquipélago de Fernando de Noronha. 
Tubarões tigre são geneticamente monogâmicos, embora não se saiba se isso se deve a um comportamento monogâmico ou se as fêmeas acasalam com diversos machos e há outro motivo para que todos os filhotes sejam de um mesmo macho, como competição espermática ou escolha de esperma pela fêmea.
Os embriões começam a vida em ovos relativamente grandes para a espécie, sendo nutridos pela gema do mesmo. Com o tempo, a principal fonte de nutrição se torna o embriotrofo, um líquido uterino, num processo conhecido como embriotrofia. Esse processo é similar ao que ocorre em espécies ovíparas. Os filhotes permanecem no útero por cerca de 12 a 16 meses, com cada fêmea gerando ninhadas com em média 30 a 50 filhotes por gestação.  Os filhotes têm pouco menos de um metro ao nascer.
É teorizado que as diferenças nos hábitos reprodutivos de tubarões tigres em diferentes regiões possam ser relacionadas a elementos ambientais, com populações do norte do Pacífico apresentando gestações mais longas do que as populações do Atlântico, por exemplo.

### Caracterização de nicho
Por ser um predador ápice em muitas teias alimentares de regiões tropicais, um hipotético desaparecimento do Galeocerdo cuvier em decorrência de complicações climáticas e caça exacerbada, causaria um descontrole na dinâmica de populações em níveis tróficos inferiores, podendo ocasionar uma miríade de problemas econômicos. Portanto, compreender os possíveis nichos ecológicos que esse animal pode ocupar é fundamental para estabelecer medidas de proteção e controle.
Com as noções de sua distribuição, alimentação, reprodução e desenvolvimento geral, é possível estabelecer um modelo n-dimensional do nicho ecológico do tubarão-tigre. Entretanto, caracterizar uma espécie de ocorrência global, com características migratórias, impõe uma série de desafios aos pesquisadores, especialmente por se tratar de um animal marinho. Ainda assim, é possível usar diferentes trabalhos sobre o mesmo animal para se ter um entendimento geral do seu comportamento.
Além disso, como apresentado em tópicos anteriores, o tubarão-tigre é um animal cujos comportamentos e características variam bastante, a depender do seu sexo e idade, além de outros fatores intrínsecos. Portanto, são possíveis diferentes projeções, dependentes de diferentes variáveis, para se estabelecer um modelo n-dimensional.

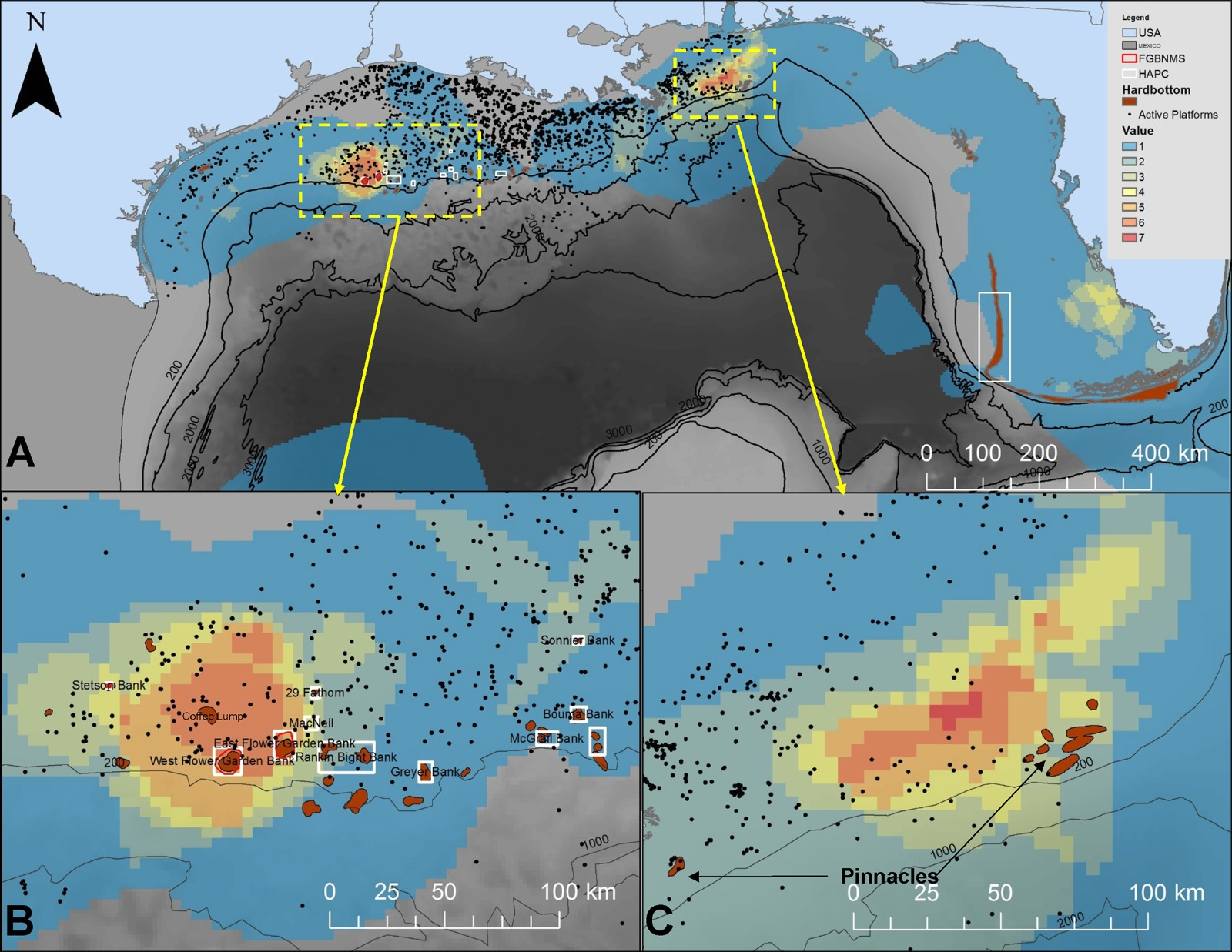
O gráfico mostra a densidade de probabilidade de ocorrência de tubarões-tigre ao longo de uma região do Golfo do México. Quanto mais próxima do vermelho for a coloração, maior é a probabilidade da presença de tubarões-tigre em um dado dia.

O gráfico KDE de densidade de probabilidade da presença de tubarões-tigre, por exemplo, demonstra que o padrão de movimentação/migração dos tubarões-tigre é altamente dependente de uma miríade de fatores. Alguns exemplos são sexo e idade, fora fatores ontogenéticos. Portanto, tubarões machos juvenis têm padrões de movimentação drasticamente diferentes em relação aos de tubarões fêmeas adultas.
Outra possível maneira de entendermos o nicho ecológico do tubarão tigre, é olhando para os seus padrões de dieta. O tubarão-tigre é considerado um predador generalista, se alimentando de uma gama diversa de presas no ambiente aquático. De fato, o Galeocerdo cuvier é uma das poucas espécies a se alimentar de todas as 8 classes de presas definidas por Cortés. Eles são: crustáceos, cephalopoda, mamíferos, aves, répteis, peixes teleósteos, peixes elasmobrânquios e miscelânea. Essa característica generalista pode estar relacionada com a sazonalidade de disponibilidade de presas. 

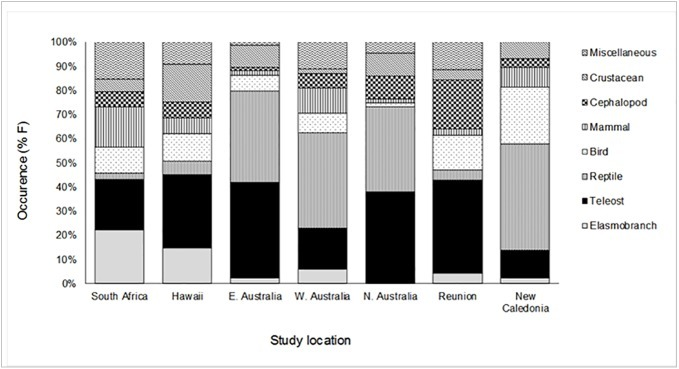
Proporção de ingestão de presas de tubarão-tigre por localidade. Note a presença de todas as oito classes de presas em cada uma das colunas, mesmo que em diferentes proporções.

Pesquisadores encontraram a existência de uma diferença significativa na dieta dos tubarões-tigre, dependendo de características como idade e tamanho. Apesar de, independentemente do tamanho do predador, presas como cephalopoda e outros pequenos crustáceos serem constantes, a tendência é que mamíferos terrestres e cetáceos apareçam no conteúdo estomacal dos tubarões, conforme o seu tamanho aumenta. Além disso, foi encontrado que a taxa de ingestão de cetáceos aumenta conforme a idade do tubarão progride.

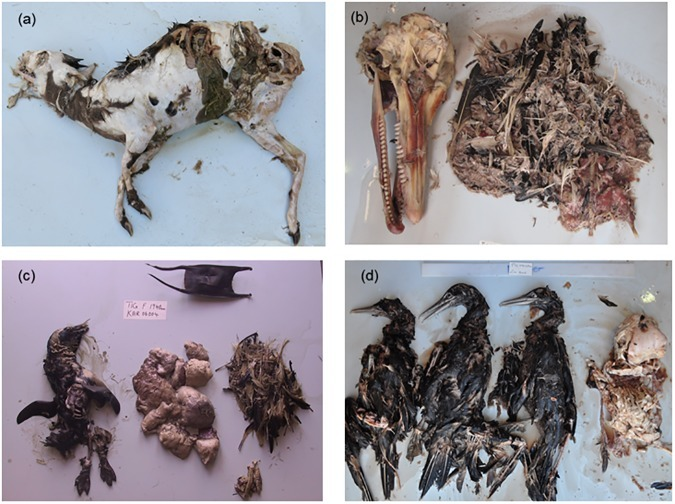
Conteúdo estomacal de tubarões Galeocerdo cuvier de diferentes tamanhos. Pode-se observar a presença de mamíferos terrestres e cetáceos, um ovo de arraia, um peixe elasmobrânquio e uma série de aves marinhas. No estudo, foi levantado que os únicos tubarões que ingeriram conteúdo humano foram aqueles de mais de dois metros de comprimento total.

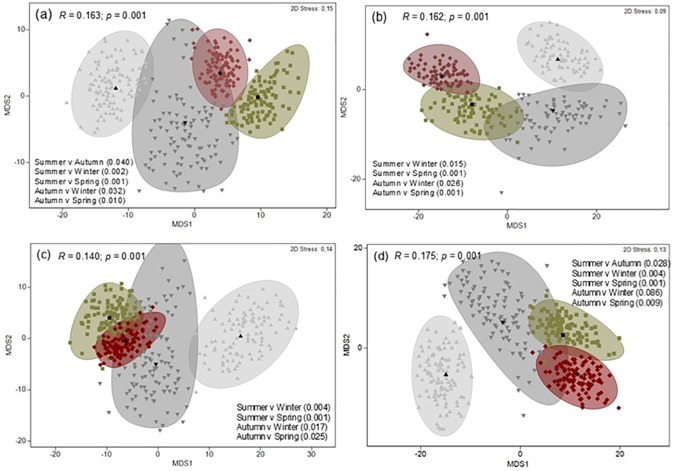
Gráfico multidimensional demonstrando a diferença de dietas dos tubarões de acordo com a estação do ano. Cada mancha no gráfico representa uma estação do ano diferente.

Retomando a discussão sobre a distinção sazonal da dieta do Galeocerdo cuvier, alguns testes foram feitos para compreender como ela se dá entre os tubarões-tigre sul-africanos. Apesar de ser observada certa sobreposição de espécies predadas, continua notória a distinção clara entre os padrões de alimentação no decorrer das estações do ano.
Outro fator que sustenta a característica de predador generalista do Galeocerdo cuvier, é o seu comportamento de mergulho. Juntamente do deslocamento horizontal, também foi notado que, em épocas diferentes do ano, o tubarão-tigre pode ocupar profundidades diferentes do oceano, se alimentando de presas diversas. Em média, os tubarões-tigre foram encontrados em uma profundidade de 449 (± 257) m ao longo do ano.

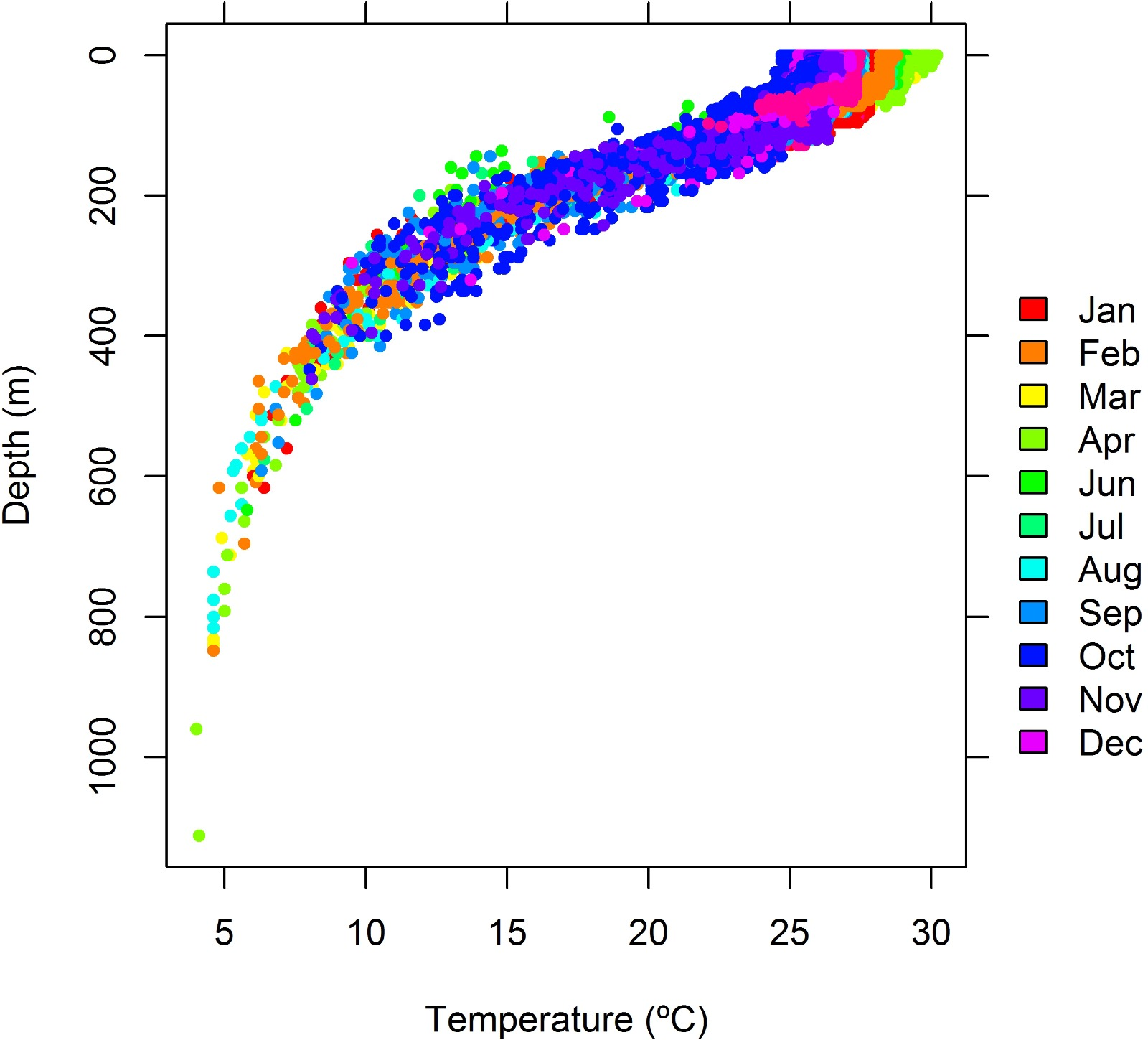
Gráfico de dispersão mostrando as diferenças de profundidade do tubarão-tigre ao longo do ano. Os indivíduos foram observados no nordeste brasileiro.

Levando em consideração os fatores e gráficos apresentados, é possível notar a multifatorialidade do nicho ecológico ocupado pelo tubarão Galeocerdo cuvier. O seu comportamento, assim como o de todos os outros animais conhecidos, é definido por uma multiplicidade de variáveis que mudam no espaço e no tempo, que interagem entre si de maneira complexa. Caso todas essas variáveis fossem unidas em um só gráfico, seria formado um hipervolume n-dimensional descrevendo o nicho ecológico do Galeocerdo cuvier. 